# Chaetona longiseta
Chaetona longiseta är en tvåvingeart som först beskrevs av Christian Rudolph Wilhelm Wiedemann 1830.  Chaetona longiseta ingår i släktet Chaetona och familjen parasitflugor. Inga underarter finns listade i Catalogue of Life.